# Setaria finita
Setaria finita är en gräsart som beskrevs av Georg Oskar Edmund Launert. Setaria finita ingår i släktet kolvhirser, och familjen gräs. Inga underarter finns listade i Catalogue of Life.